# Quin Nadal!
Quin Nadal! (traducció original: Le père Noël est une ordure) és una pel·lícula francesa dirigida per Jean-Marie Poiré i estrenada al cinema el  1982. Interpretat pel grup del Splendid, aquesta pel·lícula és una adaptació de la seva obra de teatre homònima creada l'any 1979. Ha estat doblada al català.

## Argument
Vespre de Nadal burlesc on, en la guàrdia telefònica parisenca de SOS Angoixa Amistat, uns voluntaris són pertorbats per l'arribada de personatges marginals i embogits, que provoquen catàstrofes en cadena.
Al fil de la tarda, Pierre Mortez i Thérèse reben un rere l'altre la visita: el seu veí bulgar, el Sr. Preskovitch, que els presenta especialitats gastronòmiques del seu país totes també infectes, unes més que les altres, de Katia, un travesti homosexual desesperat, de Josette, la «petita protegida» de Thérèse així com de Félix, promès miserable de Josette (individu violent al si de la parella i lladre empedreït) disfressat de Pare Noel, sense oblidar la Sra. Musquin atrapada en l'ascensor dues vegades i les recurrents telefonades de l'obsés que no es veu mai. Quan tot sembla tornar a la normalitat, Josette, per buidar la pistola de Félix i deixar-lo inofensiu, abat desafortunadament el reparador del ascensor.
Josette i Félix el cadàver a trossos i els embalen com a regals. A continuació van al zoo per tirar els trossos de carn en les gàbies dels animals carnívors.

## Repartiment
- Anémone : Thérèse de Monsou
- Thierry Lhermitte : Pierre Mortez
- Marie-Anne Chazel : Josette,
- Gérard Jugnot : Félix, marit de Josette,
- Christian Clavier : Jean-Jacques
- Josiane Balasko : Marie-Ange Musquin
- Bruno Moynot : Zadko Preskovitch
- Jacques François : el farmaceutic
- Martin Lamotte : senyor Leblé
- Michel Blanc : l'obsés sexual al telèfon
- Clara Magnin : madame Leblé, dona del veí descontent
- Jean-Pierre Clami : el pare descontent
- Jean-Claude Bouillaud : el pare de Katia
- Jeannette Batti
- François Rostain
- Roger Mabilat
- Jacques Frantz : L'home que salva vides
- Jacques Diguessis
- Suzanne Berthois
- Bhime Souaré
- Josy Lafont : la mare de Katia
- Gérard Thirion

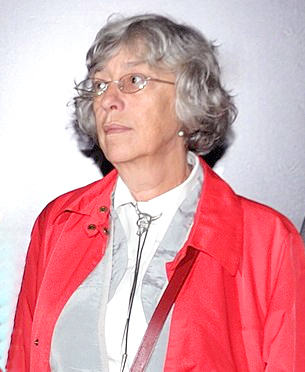
Anémone
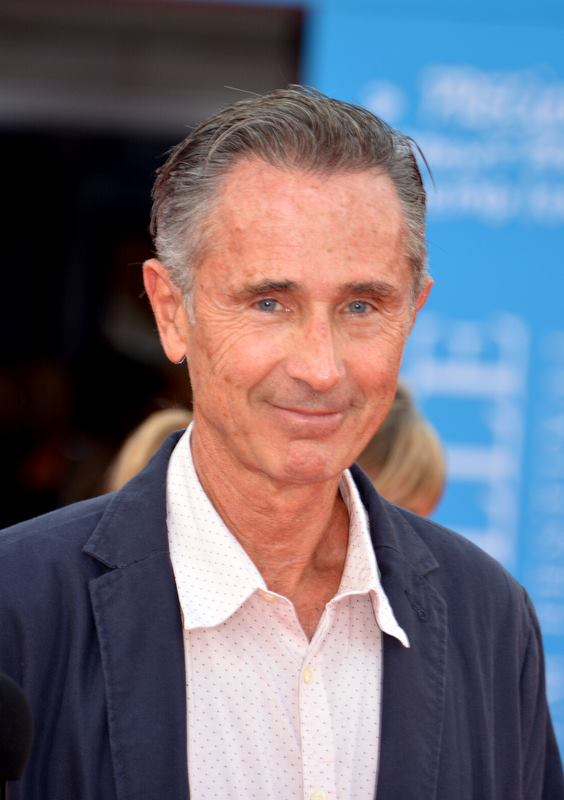
Thierry Lhermitte
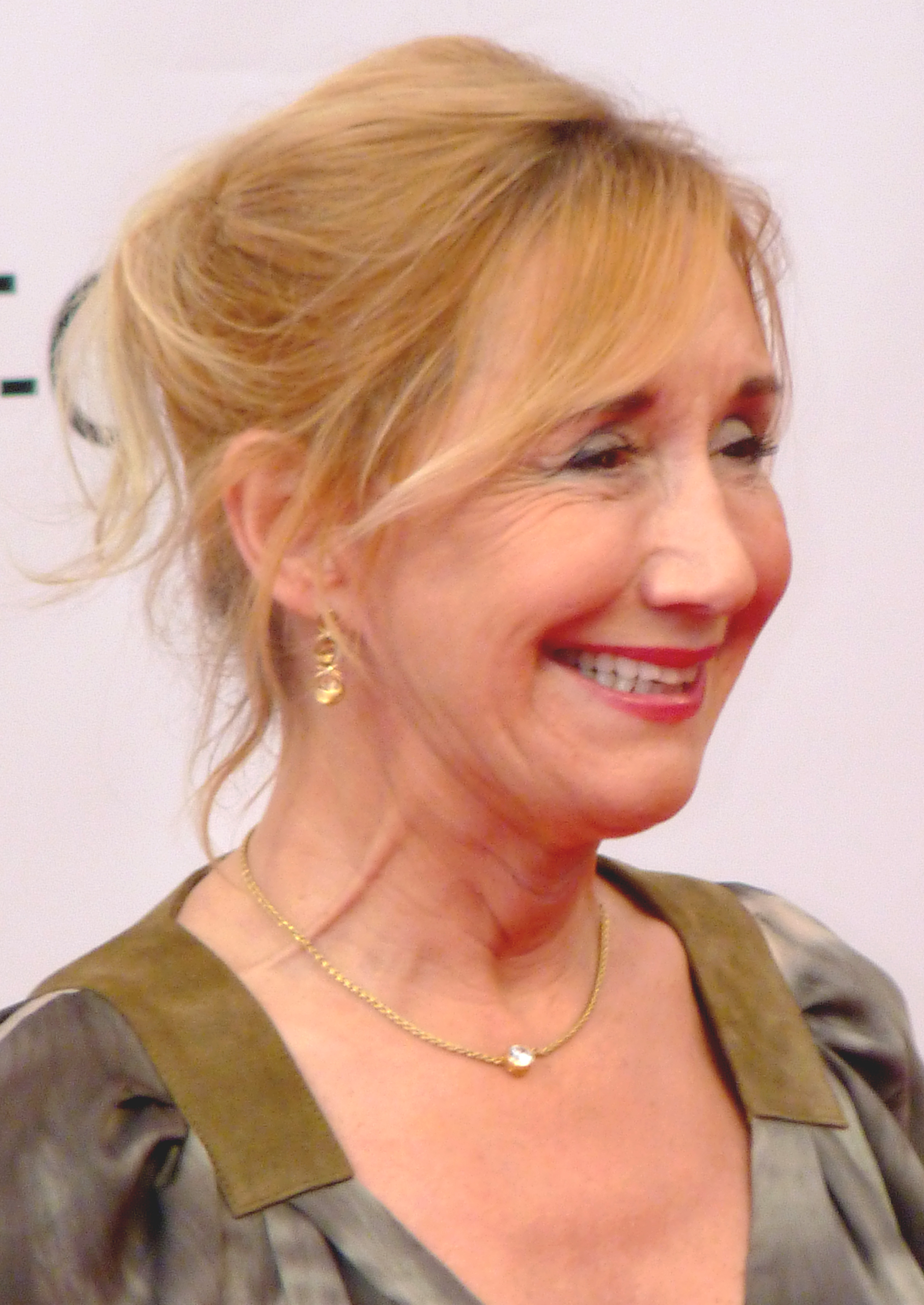
Marie-Anne Chazel
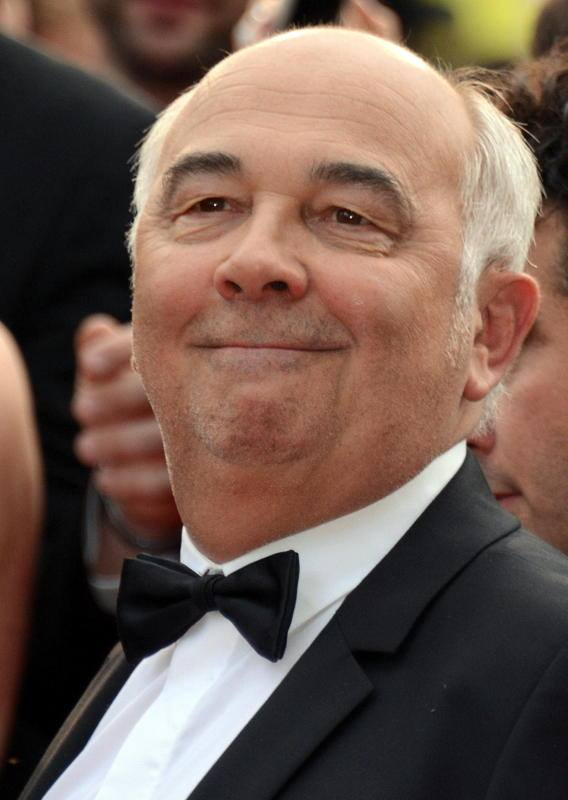
Gérard Jugnot
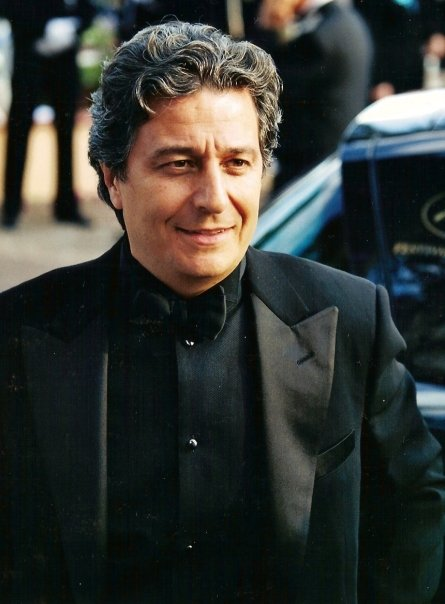
Christian Clavier
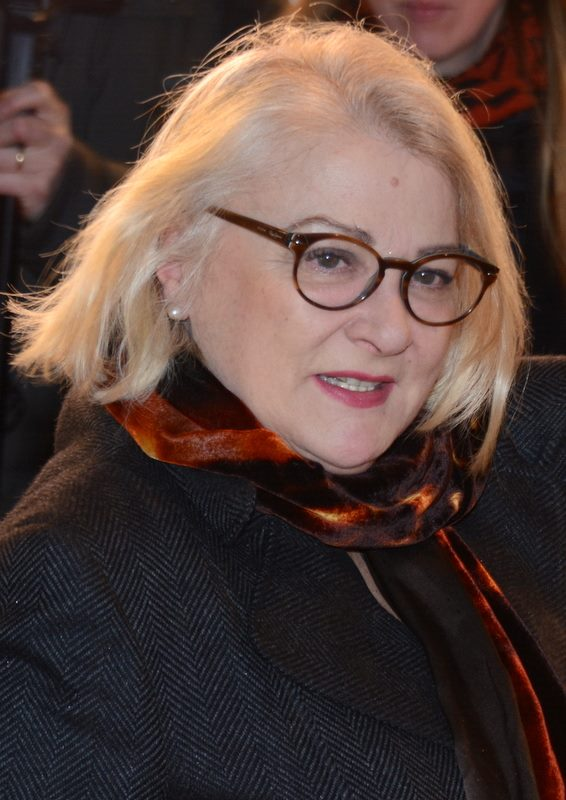
Josiane Balasko

## Gènesi
A la continuació de l'èxit de la peça homònima, Yves Rousset-Rouard llança la idea d'una adaptació cinematogràfica, amb Jean-Marie Poiré a la direcció. Jean-Marie Poiré ha retrobat la tropa per Josiane Balasko, amb qui havia rodat la seva primera pel·lícula, Les Petits Câlins, el 1977, i Els homes prefereixen les grosses l'any 1981. El realitzador ha arribat amb la intenció de fer « una verdadera pel·lícula », de « marxar en una altra lògica ». Segons ell, el final de l'obra era « molt molt dolenta » i « es va embalar en una espècie de caricaturitza de gran guignol ».

## Producció

### Guió
En la primera versió del guió, Thérèse i Pierre sortien del zoo i anaven a una església per confessar-se a un sacerdot, que hauria estat interpretat per Michel Blanc. Terroritzat, el sacerdot denunciava les activitats de la banda a la policia. La pel·lícula s'hauria acabat amb una foto dels protagonistes en el box dels acusats a la portada d'un periòdic.